# Tatort: Kressin und der Laster nach Lüttich
Kressin und der Laster nach Lüttich ist der fünfte Fernsehfilm der Krimireihe Tatort. Er wurde vom WDR produziert und zeigt Sieghardt Rupp das zweite Mal in der Rolle des Zollfahnders Kressin. Die deutsche Erstausstrahlung fand am 7. März 1971 statt.

## Handlung
Zolloberinspektor Kressin beobachtet auf dem Bahnhof den Edelgauner Sievers beim Einsteigen in einen Zug. Auf dem Rückweg spricht Kressin eine fremde Frau auf dem Bahnsteig an. Obwohl sie einen schweren Koffer trägt, lehnt sie seine Hilfe zunächst ab. Trotzdem schafft er es mit seinem Charme, bei Elisabeth, so heißt sie, zu landen, und bringt sie nach Hause.
Ein voll beladener Laster fährt beim Zoll an der innerdeutschen Grenze vor und wird nur oberflächlich kontrolliert, wie es bei Transitlieferungen üblich ist. So kann der Sattelzug ungehindert seine Fahrt fortsetzen. Der Fahrer, Vondracek, telefoniert von einer Raststätte aus mit seinem Auftraggeber, dass er jetzt am vereinbarten Punkt sei. Er nimmt sich ein Zimmer für die Nacht und beobachtet zwei Männer, die den Lkw zur Entladung abholen. Unbemerkt fährt er mit und sieht zu, wie die beiden Männer Fässer vom Lkw abladen. Dabei wird er allerdings entdeckt und zu Strauss, dem offensichtlichen Chef der Bande, gebracht und zur Rede gestellt. Vondracek fordert mehr Geld für das Risiko, das er bei jeder Fahrt trägt. Da Strauss aber nur Statthalter von Sievers ist, kann er sich keine aufsässigen Leute leisten. Deshalb wird Vondracek kurzerhand gewaltsam zum Schweigen gebracht, indem man ihn vor einen anfahrenden Lkw wirft.
Der Zollrat, Kressins Vorgesetzter, beordert Kressin telefonisch zu dem Ort, an dem die Leiche des verdeckt ermittelnden Zollfahnders Vondracek gefunden wurde. Er war von einem LKW überfahren worden, aber bereits tot, als er auf der Landstraße abgelegt wurde. Kommissar Lutz ermittelt in diesem Mordfall. Vondraceks letzte Tour war ein Transport von 100 Fässern Leinölfirnis von Bulgarien über Deutschland nach Belgien. Kressin vermutet Alkoholschmuggel – der Grund für Vondraceks verdeckte Ermittlungen. Da als Grenzübergangsstelle nach Belgien Aachen anzunehmen ist, fahren Kommissar Lutz und Kressin umgehend los, um den Lkw und möglicherweise auch die Mörder dort zu erwischen, bevor sie außer Landes sind. Sie sind rechtzeitig am Zoll und untersuchen Lkw und Ladung, ein beschädigter Plombendraht lässt auf ausgetauschte Ladung schließen. Kurzerhand übernimmt Kressin als neuer Fahrer den Lkw, um ihn zum Bestimmungsort nach Lüttich zu bringen. Nur so können sie es schaffen, endlich an die Schmugglerbande heranzukommen. In Lüttich angekommen, bringt Kressin den Lkw zu der auf den Lieferpapieren angegebenen Adresse, was aber nicht vorgesehen war. Während Kressin sich im Lagerbereich umsieht, entdeckt er Sievers, der jedoch gerade wieder in seinen Rolls-Royce steigt und abfährt. Desroches, Chef der Firma Eurotransit, ist angesichts des neuen Fahrers irritiert und misstrauisch, zumal auch nicht wie üblich ein zweiter Fahrer dabei war. Für die Rückfahrt gibt Desroches ihm bis zur Grenze zwei seiner eigenen Fahrer mit. Sie sollen Kressin unterwegs ausschalten. Der kann sie jedoch überwältigen und mit dem Laster entkommen. Auf der Weiterfahrt verfolgen Kressin plötzlich zwei Transporter mit den bekannten Fässern. Es gelingt ihm beide Fahrzeuge abzuschütteln.
Zurück in Köln, rügt ihn der Zollrat wegen seiner Eigenmächtigkeiten, was Kressin aber nicht weiter bekümmert. Er nimmt Kontakt zu Desroches auf und bietet ihm die Ware und den Lkw an, indem er sich weiter als Fahrer ausgibt. Dann wartet er auf eine Reaktion. Da er sich in Elisabeths Wohnung unter falschem Namen häuslich niedergelassen hat, bringt er sie zur Sicherheit bei seiner Tante unter. Zurück in der Wohnung fallen ihm fremde Männer auf, die ihn von der Straße aus beobachten. Am nächsten Tag lockt Kressin die Männer zu einem Café. Dabei ist er so auf zwei von ihnen fixiert, dass er nicht bemerkt, wie ihm ein dritter Mann Tropfen in den Kaffee gibt. Als Kressin bewusstlos zusammenbricht, holt ihn ein falscher Krankenwagen ab und bringt ihn zu Strauss in die Zentrale der Bande. Wieder bei Bewusstsein, bezieht Kressin ordentlich Prügel und wird gezwungen, das Versteck des Lasters preiszugeben. Dabei erfährt er von Strauss, dass sich die Zentrale „bei Lüdenscheid“ befindet. Während zwei Leute den Lkw suchen, wird Kressin eingesperrt. Durch ein Fenster kann er beobachten, wie Sievers kurz mit Strauss spricht und in seinem Rolls-Royce entschwindet. Als die zwei Ganoven den Laster finden, können sie zwar telefonisch melden, dass alles in Ordnung sei, werden aber unmittelbar danach von Kommissar Lutz verhaftet. Kressin kann sich selbst befreien, doch ist das Gebäude auch schon von der Polizei umstellt und wird nach einem Feuergefecht gestürmt.

## Hintergrund
Diesmal hat Werner Schumacher einen längeren Gastauftritt als ermittelnder Kommissar Lutz. Die Musik zum Film stammt von Klaus Doldinger. Bei seiner Erstausstrahlung erreichte der Film einen Marktanteil von 61 %.

## Drehorte
Größere Teile des Films wurde in der Friedrichstraße in Aachen sowie im Landkreis Aachen und Kreis Monschau gedreht. So diente als Schmugglerhauptquartier das ehemalige Kloster Reichenstein bei Kalterherberg. Dieses wurde seinerzeit nur landwirtschaftlich genutzt und war unbewohnt. Die Leiche „Vondraceks“ wurde unweit davon zwischen der Rurbrücke und der Norbertuskapelle abgelegt. Die Stelle wird heute von einem von Tatort-Fans aufgestellten Wegkreuz gekennzeichnet. Den Lkw versteckte Kressin unter dem Vennbahnviadukt direkt vor dem Kloster. Die Zöllner am Grenzübergang Lichtenbusch sind als Komparsen eingesetzte echte Zollbeamte. Als Kressin sich den titelgebenden Lastwagen aneignet, wird er kurze Zeit später von zwei kleineren Lastwagen der Schmugglerbande verfolgt. Diese drängt er von der Fahrbahn ab. Einer der beiden stürzt dabei in die Höckerlinie des Westwalls. Fahrszenen der LKW auf der Autobahn entstanden auf der 1970 fertiggestellten Hollandlinie im Norden von Aachen, zu sehen an der noch kaum vorhandenen Vegetation. Beim namensgebenden Schmuggler-LKW handelte es sich um einen Mercedes LPS 1620 Pritschensattelzug mit österreichischer Zulassung.

## Kritik
TV Spielfilm vergab die beste Bewertung und bemerkte: „So sexy war die Zollfahndung nie wieder. Ein ‚Tatort‘ aus der Zeit, als noch Fäuste flogen und Schleichwerbung noch nicht verpönt war.“